# Copa Gran Bretaña 1944
En 1944 se jugó la primera edición de la Copa Gran Bretaña (edición 16 de los torneos de Copa en Costa Rica, organizada por la Federación de Fútbol). El encargado de prensa de la legación británica Mr. O.R. Bruce entrega el trofeo a la federación como muestra de la amistad entre Gran Bretaña y Costa Rica. En esta copa confirman participación los equipos de primera división La Libertad, Herediano, Alajuelense, Cartaginés, Orión y Gimnástica Española  a excepción de Universidad, junto con el campeón de segunda división el club josefino Sindicato del Calzado y el monarca de terceras divisiones, la Asociación Deportiva Oriente de la provincia de Heredia.
El formato se integra con dos grupos de cuatro equipos jugando a una vuelta y el ganador de cada llave clasifica a la final pactada a tres encuentros.
Grupo A: Alajuelense, Orión, Cartaginés, Oriente. 
Grupo B: Herediano, La Libertad, Gimnástica Española, Sindicato del Calzado.  
El Estadio Nacional conocido como el templo del deporte sigue siendo el gran anfitrión de estas lides deportivas.
En esta Copa Gran Bretaña de 1944 se anotaron un total de 110 goles. El goleador del certamen fue Edwin Cubero de La Libertad con 8 goles.
La Copa la ganó Liga Deportiva Alajuelense al vencer en la final a la Gimnástica (4-3), el partido fue dedicado al entonces presidente de Costa Rica, Teodoro Picado.

## Grupo A
| 30 de abril de 1944 | Alajuelense              | 3:3 | Cartaginés                | Estadio Nacional, San José |  |
|                     | Alejandro Morera 2 Araya |     | Marcos Madriz Arias Umaña |                            |  |

| 7 de mayo de 1944 | Orión | 3:1 | Oriente | Estadio Nacional, San José |  |

| 14 de mayo de 1944 | Cartaginés            | 3:2 | Orión                    | Estadio Nacional, San José  |                             |
|                    | Umaña 2 José A. Achoy |     | Parrita Elías Valenciano | Árbitro(s): Marcial Ramírez | Árbitro(s): Marcial Ramírez |

| 21 de mayo de 1944 | Oriente | 0:8 | Alajuelense | Estadio Nacional, San José |  |

| 28 de mayo de 1944 | Cartaginés | 1:0 | Oriente1 | Estadio Nacional, San José |  |

| 4 de junio de 1944 | Alajuelense                               | 5:0 | Orión | Estadio Nacional, San José |  |
|                    | Salvador Soto 2 Robles Alejandro Morera 2 |     |       |                            |  |

| Desempate; 11 de junio de 1944 | Alajuelense                             | 5:0 | Cartaginés | Estadio Nacional, San José |  |
|                                | Alejandro Morera 3 Robles Salvador Soto |     |            |                            |  |

1. Oriente presenta dos jugadores no inscritos en sus filas perdiendo de antemano el encuentro oficial.

## Grupo B
| 30 de abril de 1944 | La Libertad                  | 3:1 | Herediano    | Estadio Nacional, San José |  |
|                     | José Cordero Quincho Salazar |     | Marco Ovares |                            |  |

| 7 de mayo de 1944 | Gimnástica Española | 5:3 | Sindicato del Calzado | Estadio Nacional, San José |  |
|                   |                     |     |                       | Árbitro(s): Juan Navarro   |  |

| 14 de mayo de 1944 | Sindicato del Calzado | 2:5 | La Libertad | Estadio Nacional, San José  |  |
|                    |                       |     |             | Árbitro(s): Marcial Ramírez |  |

| 21 de mayo de 1944 | Herediano                                                                            | 7:4 | Gimnástica Española                | Estadio Nacional, San José |                          |
|                    | Carlos Soto 2 Édgar Murillo Aníbal Varela Carlos Garita Edgar Alvarado Mario Murillo |     | Gonzalo Fernández 3 Anco M. Vargas | Árbitro(s): Juan Navarro   | Árbitro(s): Juan Navarro |

| 28 de mayo de 1944 | La Libertad    | 2:3 | Gimnástica Española                         | Estadio Nacional, San José                        |                                                   |
|                    | Edwin Cubero 2 |     | Guido Soto Gonzalo Fernández Anco M. Vargas | Árbitro(s): Juan Navarro Jorge Pastor Adolfo Ruiz | Árbitro(s): Juan Navarro Jorge Pastor Adolfo Ruiz |

| 4 de junio de 1944 | Herediano       | 7:2 | Sindicato del Calzado | Estadio Nacional, San José |  |
|                    | Manuel Zamora 3 |     |                       |                            |  |

| Desempate; 11 de junio de 1944 | Herediano                                    | 4:2 | La Libertad    | Estadio Nacional, San José |  |
|                                | Édgar Murillo 2 Mario Murillo Edgar Alvarado |     | Edwin Cubero 2 |                            |  |

| Desempate; 18 de junio de 1944 | La Libertad    | 4:5 | Gimnástica Española                                 | Estadio Nacional, San José |                          |
|                                | Edwin Cubero 4 |     | Guillermo Durán 2 Guido Soto Cambronero A. Severino | Árbitro(s): Jorge Pastor   | Árbitro(s): Jorge Pastor |

| Desempate; 25 de junio de 1944 | Gimnástica Española                                         | 6:5 | Herediano                                                | Estadio Nacional, San José |                          |
|                                | A. Severino 2 Anco M. Vargas 2 Cambronero Gonzalo Fernández |     | Carlos Garita 2 Édgar Murillo Marco Ovares Aníbal Varela | Árbitro(s): Juan Navarro   | Árbitro(s): Juan Navarro |

## Final
| 2 de julio de 1944 | Alajuelense                      | 4:3 | Gimnástica Española                          | Estadio Nacional, San José |  |
|                    | Mario Riggioni 2 José Luis Rojas |     | Anco M. Vargas A. Severino Gonzalo Fernández |                            |  |

|                            |
| Liga Deportiva Alajuelense |
|                            |
| 5° título                  |

| Predecesor: Torneo de Copa 1941 | Torneo de Copa de Costa Rica 1944 | Sucesor: Torneo de Copa 1945 |